# Eltroplectris macrophylla
Eltroplectris macrophylla är en orkidéart som först beskrevs av Rudolf Schlechter, och fick sitt nu gällande namn av Guido Frederico João Pabst. Eltroplectris macrophylla ingår i släktet Eltroplectris och familjen orkidéer. Inga underarter finns listade i Catalogue of Life.